# Dyson Falzon
Dyson Falzon (ur. 9 marca 1986 w Buġibbie) – piłkarz maltański grający na pozycji pomocnika. Jest zawodnikiem klubu Valletta FC, do którego powrócił latem 2012 roku po półrocznym pobycie w Mosta F.C. W reprezentacji Malty zadebiutował w 2006 roku. Do 5 października 2013 roku rozegrał w niej jedno spotkanie.